# Războiul din Pacific (Al Doilea Război Mondial)
Acest articol se referă la luptele din timpul celui de-al doilea război mondial.  Pentru alte sensuri, vedeți Războiul din Pacific (dezambiguizare).
Războiul din Pacific, denumit și Războiul din Asia-Pacific, a fost un front din cel de-al Doilea Război Mondial care s-a desfășurat în Asia, Oceanul Pacific, Oceanul Indian și în Oceania. A fost cel mai mare front de război din istorie căci a cuprins cel mai mare ocean planetar. Al Doilea Război Sino-Japonez și Războiul Sovieto-Japonez au fost incluse în acest conflict. 
Cel de-al doilea Război Sino-Japonez s-a declanșat din 7 iulie 1937, între Imperiul Japonez și Republica Chineză, la șase ani după Incidentul Manciurian.
Războiul din Pacific dintre Statele Unite ale Americii administrată de președintele Franklin Delano Roosevelt și Imperiul Japonez condus de împăratul Hirohito a debutat pe 7 decembrie1941, în urma atacului de la Pearl Harbour. În ziua aceea, forțele aeriene japoneze au atacat bazele navale americane din Hawaii, Insula Wake, Guam și Filipine, dar și coloniile britanice din Malaya, Singapore și Hong Kong. 
Imperiul Japonez a fost ajutat de Thailanda și de Puterile Axei, Germania Nazistă și Italia Fascistă. 
Pe acest front au fost duse cele mai mari bătălii navale din istorie, cu bătălii terestre aprige și crime de război de-a lungul Asiei și insulelor din Pacific, rezultand între 20 și 30 milioane de morți. 
Războiul a culminat cu bombardamente aeriene intense ale Americii asupra Japoneii, fiind încheiate cu Bombardamentele atomice de la Hiroshima și Nagasaki în zilele 6-9 august 1945, urmată de declarația de război din partea Uniunii Sovietice care a invadat Manciuria la 9 august 1945. 
Japonia a capitulat pe 15 august 1945 și a semnat tratatul de pace și predare necondiționată la 2 septembrie 1945, pe nava americană de luptă USS Missouri din Golful Tokyo. 
Japonia a fost nevoită să cedeze toate teritoriile cucerite din Asia și Pacific. Suveranitatea i-a fost limitată la patru insule principale și alte insule mici la decizia Aliaților. 
Împăratul Hirohito a renunțat la o mare parte din autoritatea și statutul său divin prin Directiva Shinto pentru a deschide calea unor reforme culturale și politice extinse.

## Teatre de luptă
Între  1942 și 1945, au existat patru teatre principale de conflict în cadrul Războiului din Pacific, și anume:
- China,
- Oceanul Pacific central,
- Asia de sud-est și
- Asia de sud-vest.

Istoricii militari americani consideră că au existat numai două teatre de operațiuni:
- Teatrul de operațiuni Pacific (PTO) și
- Teatrul de operațiuni China-India-Burma (CBI).

Această împărțire nu ține seama de faptul că acestor teatre de luptă nu le corespundeau comenduiri operaționale distincte. În cadrul Teatrului de operațiuni Pacific, controlul forțelor lor era împărțit între Comenduirile Regiunilor Oceanului Pacific și Comenduirea Pacificului de sud-vest.
În 1945, pentru o scurtă perioadă mai înainte de capitularea Japoniei, Uniunea Sovietică și aliații ei mongoli au atacat forțele japoneze din Manciuria, în nord-vestul Chinei.

## Conflictul dintre China și Japonia

### Contextul general
Rădăcinile conflictului pot fi găsite în secolul al XIX-lea, când haosul politic din China a fost exploatat imediat de o Japonie aflată în plin proces de modernizare și expansiune. În timpul ultimelor decenii ale secolului al XIX-lea și primii ani ai celui de-al XX-a, Japonia a intervenit și în cele din urmă a anexat Coreea și și-a extins influența economică și politică în China, în mod special în Manciuria. Această expansiune niponă a fost favorizată de faptul că în China puterea politică era fragmentată între diferiți dictatori militari locali, iar guvernul central avea doar un control parțial asupra țării.
Totuși, situația a început să se schimbe în deceniul al treilea, China a început să se întărească și s-a dovedit tot mai dornică să reziste presiunilor japoneze. În 1927, generalisimul Chiang Kai-shek și Armata Națională Revoluționară a Kuomintangului (KMT) au organizat Expediția nordestică. Chiang  a reușit să învingă dictatorii militari din sudul și centrul țării și a început procesul de supunere a seniorilor războiului din nordul Chinei. Temându-se că dictatorul militar din Manciuria, Zhang Xueliang, era pe punctul de a se supune guvernului central chinez, japonezii au regizat Incidentul Mukden din 1931 și au ocupat Manciuria, proclamând înființarea unui nou stat , Manchukuo, un stat marionetă nipon. În fruntea acestui stat a fost  pus fostul împărat al Chinei, Henry Pu Yi.
Obiectivele japoneze în China vizau menținerea aprovizionării cu materii prime, în condiția menținerii în regiune a unor regimuri locale care să nu acționeze împotriva intereselor nipone. Deși acțiunile japoneze nu păreau cu nimic diferite de cele ale altor puteri coloniale care acționaseră în regiune în secolul al  XIX-lea, de prin 1930, sub influența celor 14 puncte wilsoniene, folosirea forței militare în sprijinul colonialismului nu mai era considerată de comunitatea internațională o comportare potrivită.
Intervenția japoneză din Manciuria a fost aspru criticată în comunitatea internațională și a dus la retragerea Japoniei din Liga Națiunilor. În deceniul al patrulea, conflictul dintre China și Japonia a ajuns într-un punct mort, Chiang fiind mult mai interesat de elilminarea forțelor comuniștilor chinezi, pe care le considera un pericol mult mai important decât cel reprezentat de japonezi.
Deși la început au cooperat în cadrul Expediției nordice, în perioada 1930-1934, Kuomintangul și comuniștii au intrat într-un conflict deschis. Japonezii au exploatat luptele interne din China pentru a face noi incursiuni precum debarcarea de la Shanghai din 1932.
Între timp, în Japonia, asasinatele făptuite de o serie de organizații secrete și efectele Marii crize economice au dus treptat la pierderea controlului civililor asupra guvernului în favoarea militarilor. În plus, înaltele comandamente militare nu aveau decât un control limitat asupra armatelor terestre, care acționau de cele mai multe ori în propriul lor interes, de multe ori în contradicție cu interesele generale ale națiunii. Pentru justificarea expansiunii, niponii foloseau ca justificare panasianismul. Esența acestei politici a fost sintetizate cel mai bine de "doctrina Amo" din 1934, (după numele lui Eiji Amo, șeful departamentului de informații al Ministerului de Externe al Japoniei). Cunoscută și ca "Doctrina Monroe a Asiei", aceasta anunța intenția Japoniei de adoptare în relația cu puterile europene a unei politici a "mâinilor libere" în China, negând astfel politica porților deschise. Noua doctrină afirma că Japonia este singurul lider regional în asigurarea securității în Asia de est, arogându-și inclusiv sarcina combaterii comunismului. De faot, motivele economice erau principalii factori care au dus la invadarea Chinei. În timpul Marii Crize Economice, exporturile nipone către Europa și America au scăzut în mod dramatic, iar Japonia a găsit soluția dominării Chinei din punct de vedere politic și economic pentru asigurarea unei piețe stabile. În perioada care a dus la războiul pe scară largă din 1937, japonezii au folosit limitat forța în conflicte locale pentru a obliga China să renunțe la politica protecționistă și să interzică activitățile sau boicoturile antijaponeze, acolo unde apăreau aceste.

### Al doilea război chino-japonez
În 1936, Chiang a fost răpit de Zhang Xueliang. Ca o condiție a eliberării sale, Chiang a acceptat să formeze un front unit cu forțele comuniste pentru lupta împotriva japonezilor. La scurtă vreme după aceasta, pe 7 iulie 1937, a izbucnit Incidentul de la podul Marco Polo, care a oferit pretextul pentru declansarea oficială a războiului între Republica China și Imperiul Japonez. Deși naționaliștii și comuniștii aveau să coopereze în mai multe campanii militare împotriva Japoniei și au căutat să creeze un front național unit împotriva invadatorilor, Mao Zedong a refuzat să se subordoneze direct Kuomintangului, obiectivul pe termen lung al comuniștilor rămânând revoluția socială. În 1939, armata comunistă era compusă din aproximativ 500.000 de oameni, total independente de structurile de comandă ale KMT.
În 1939, forțele japoneze au încercat să invadeze Orientul Îndepărtat Sovietic atacând din Manciuria. Atacul lor a fost stopat în timpul luptelor de la Halhin Gol de o forță mixtă sovieto-mongolă condusă de Gheorghi Jukov. Această victorie sovieto-mongolă a oprit expansiunea niponă spre nord, iar Japonia și URSS au păstrat o pace fragilă până în 1945.
De-a lungul deceniului al patrulea, Japonia a reușit să piardă simpatia opiniei publice din țările occidentale, în special din Statele Unite și Regatul Unit. După așa-numitul incident Panay, opinia publică americană a devenit clar antijaponeză.
Pe la 1941, conflictul intrase într-un punct mort. Japonezii ocupaseră cea mai mare parte a nordului și centrului Chinei, Kuomintang se retrăsese spre interiorul țării și stabilise o capitală temporară la Chungking, iar comuniștii controlau zona din Shaanxi.  În plus, trebuie spus că japonezii controlau cu anumite limite zonele mai sus-amintite. Niponii controlau căile ferate și principalele orașe, dar nu aveau o prezență semnificativă în vastele zonel rurale chinezești. Orice ofensivă împotriva forțelor regulate chineze, care se retrăgeau și se regrupau, era îngreunată de terenul muntos din sud-vestul țării, în vreme ce forțelor comuniste organizaseră un război de guerilă generalizat și activități de sabotaj în centrul și estul țării, în spatele liniilor nipone.
Japonezii au sprijinit mai multe guverne marionetă, unul dintre cele mai cunoscute fiind cel condus de Wang Jingwei. Comportamentul brutal al forțelor de ocupație și prea puținele responsabilități lăsate guvernelor locale, au făcut ca acestea din urmă să nu reprezinte în ochii populației alternative viabile la guvernul lui Chiang. Japonezii nu erau dispuși să negocieze direct cu Chiang și încercau să creeze fracturi în frontul unit chinez.

## Generalizarea războiului în zonă
Pentru a descuraja efortul nipon de război în China, Statele Unite, Regatul Unit și guvernul olandez în exil (care avea controlul asupra coloniei bogate în petrol Indiile Răsăritene Olandeze) au oprit exporturle de țiței și oțel către Japonia. Această acțiune a primit numele de "încercuirea ABCD " (American-British-Chinese-Dutch), fiind gândită pentru a priva Japonia de materiile prime necesare pentru continuarea războiului din China. Japonia a considerat această măsură ca o acțiune de război. Fără aceste materii prime, mașina de război niponă ar fi încetat să funcționeze. Pe 8 decembrie, japonezii au atacat colonia britanică Hong Kong, concesiunea internațională de la Shanghai și Filipinele, care la acea vreme se aflau sub control american. Japonia s-a folosit de bazele navale aflate sub controlul Regimului de la Vichy aflate în Indochina Franceză pentru a invada Tailanda, de unde mai apoi s-au lansat într-un atac împotriva Malaeziei.
Având credința că până în cele din urmă, SUA vor interveni în favoarea britanicilor, japonezii au lansat atacul de la Pearl Harbor (7 decembrie 1941 în emisfera vestică). Atacul a fost executat de avioanele îmbarcate pe portavioane. Scopul lui era evitarea unui război prelungit nipono-american. Puși în fața amenințării unei înfrângeri masive și imediate, SUA ar fi trebuit să negocieze o pace care ar fi lăsat Japoniei libertatea de acțiune în China. Amiralul Yamamoto considera că efortul de război japonez poate fi susținut timp de șase luni, maxim un an, prelungirea luptelor doi-trei ani putând ridica mari probleme economiei naționale în susținerea armatei. Acest risc calculat nu a dat rezultatele necesare, americanii nearătându-se dispuși să negocieze. Este adevărat că după atacul de la Pearl Harbor pierderile americane s-au dovedit mult mai mici decât s-a crezut inițial. Portavioanele americane erau în marș pe mare, iar depozitele de carburant ale marinei și principalele facilități portuare au rămas neatinse. De asemenea, baza de submarine și unitatea de spionaj, care aveau să aducă o contribuție majoră la înfrângerea japonezilor nu au fost afectate de atac.

### Intrarea Statelor Unite în război

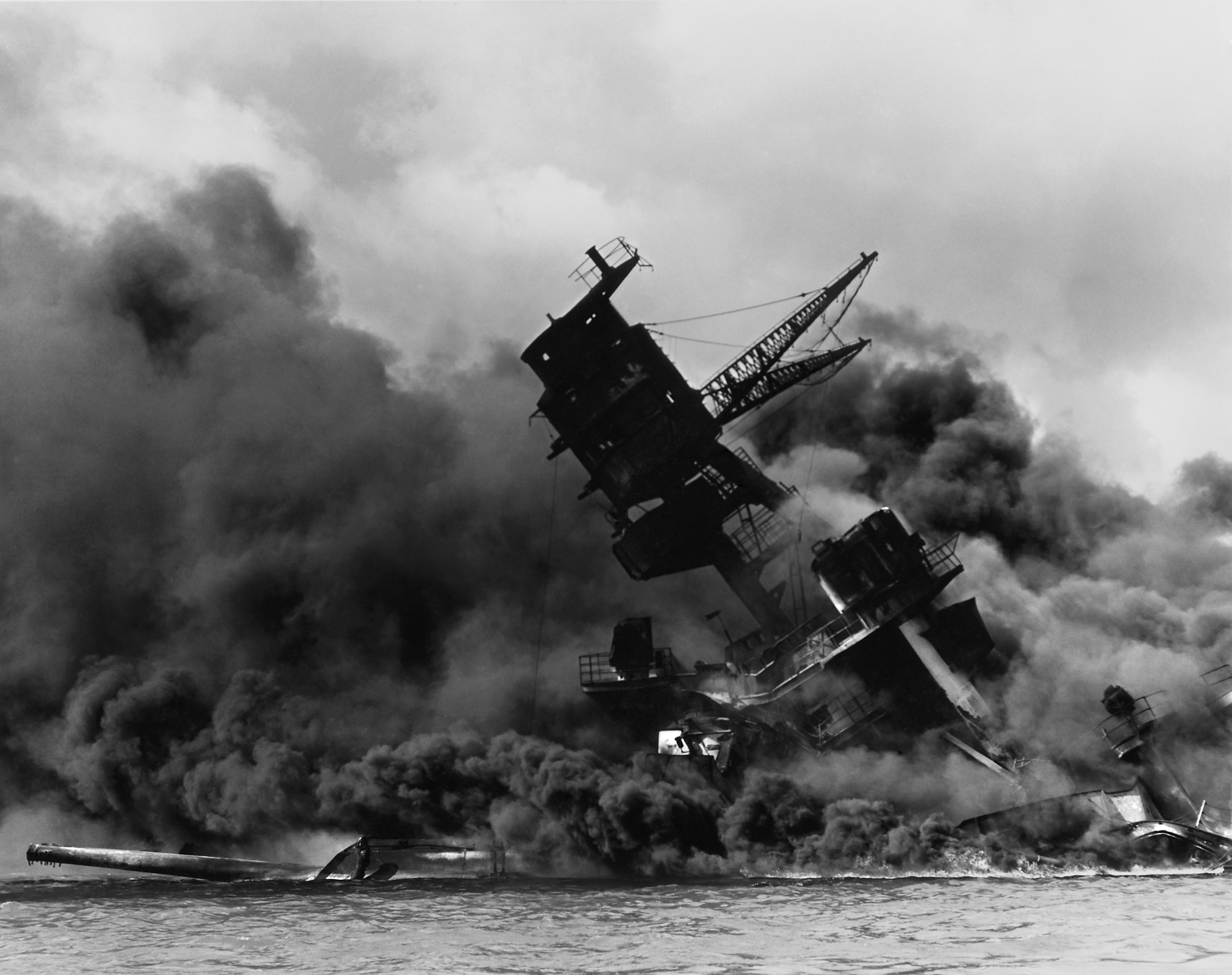
USS Arizona la două zile după ce a fost lovită de o bombă japoneză în timpul atacului de la Pearl Harbor.

Până la atacul de la Pearl Harbor, Statele Unite au rămas în afara conflictelor european și asiatic. Cei 800.000 de membri ai America First Committee s-au opus cu vehemența până în momentul atacului oricărei intervenții americane în conflictele din străinătate, chiar și împotriva ajutorului destinat Angliei și URSS-ului în cadrul programului Lend-Lease. Orice opoziție americană la război a dispărut odată cu atacul japonez. La patru zile după atacul de la Pearl Harbor, pe 11 decembrie, Germania Nazistă a declarat război SUA, implicându-i pe americani într-un război pe două fronturi. În 1941, Japonia avea, comparativ cu SUA, o mult mai mică capacitate industrială, acesta fiind motivul pentru care autoritățile de la Washington au considerat amenințarea niponă de o importanță secundară.

## Ofensiva japoneză, 1941 - 1942

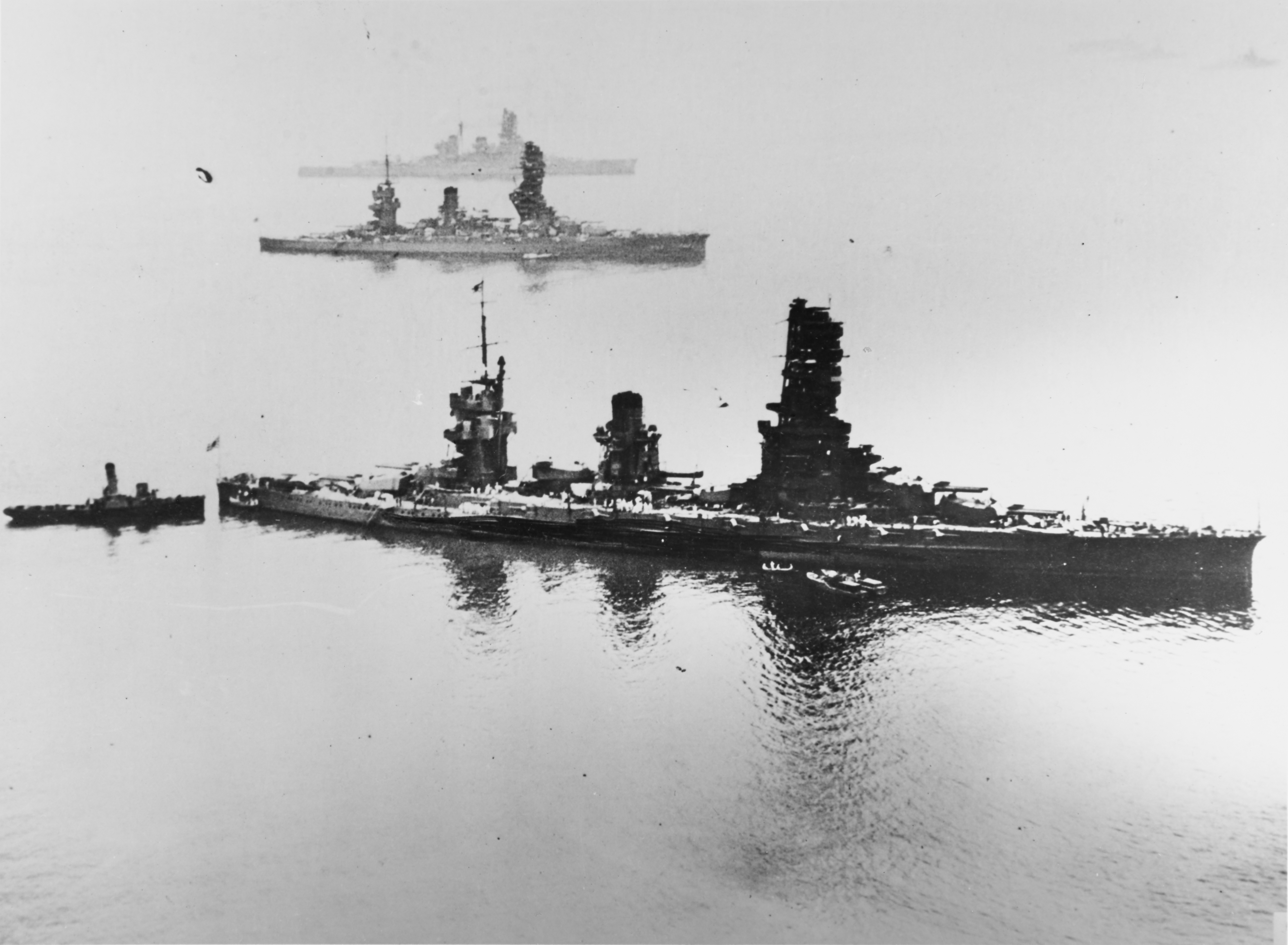
Cuirasatele japoneze Yamashiro, Fuso și Haruna (în plan îndepărtat).

În ianuarie, Japonia a invadat Burma, Indiile Răsăritene Olandeze, Noua Guinee, Insulele Solomon, după care au cucerit Manila, Kuala Lumpur și Rabaul. După ce au fost alungați din Malaezia, forțele Aliaților din Singapore au făcut o încercare să reziste atacului japonez în timpul bătălia de la Singapore, dar au fost siliți să capituleze pe 15 februarie 1942. Cam 130.000 de infanteriști indieni, britanci, australieni și marinari olandezei au căzut prizonieri de război. Arhivat în 20 august 2008, la Wayback Machine. Ritmul cuceririlor a fost rapid: Bali și Timorul au fost cucerite în februarie. Prăbușirea rapidă a rezistenței aliate a făcut ca „zona ABDA” să fie ruptă în două. Wavell a demisionat de la conducerea ABDACOM pe 25 februarie, transmițând controlul către comandanții locali și reîntorcându-se la postul de comandant-sef al trupelor din India. 
În timpul bătăliei din Marea Java de la sfârșitul lui februarie și începutul lui martie, Marina Imperială Japoneză a cucerit o victorie răsunătoare împotriva principalei forțe navale ABDA, aflată sub controlul amiralului Karel Doorman. Compania Indiilor Răsăritene Olandeze a încetat să existe odată cu predarea forțelor aliate din insula Java.
Britanicii, sub presiunea puternică a japonezilor, s-au retras din Rangoon spre granița indo-burmaneză. Această mișcare a întrerupt Drumul Burmei, cale care era principala rută de aprovizionare de către Aliați a chinezilor națioanliști. Cooperarea dintre naționaliștii și comuniștii chinezi  a scăzut la cote alarmante după bătălia de la Wuhan, iar relațiile dintre cele două facțiuni au devenit tot mai încordate, fiecare tabără încercând să-și extindă zona de operațiuni și de control în teritoriile ocupate de japonezi. Multe din zonele care fuseseră controlate de guerilele naționaliste au fost preluate de cele comuniste. Pe de altă parte, unele unități naționaliste au fost trimise să stopeze operațiunile comuniștilor, nu pe ale japonezilor. Pe de altă parte, numeroase dintre forțele naționaliștilor se aflau sub controlul nemijlocit al dictatorilor militari locali aliați cu Chiang Kai-Shek, dar nu sub comanda directă a acestuia din urmă. "Dintre cei 1.200.000 de luptători de sub controlul lui Chiang, numai 650.000 erau controlați direct de generalii săi,iar alți 550.000 erau controlați de seniorii războiului care pretindeau că sunt loiali guvernului să. Cea mai puternică forță era armata din Szechuan, cu 320.000 de oameni. Înfrângerea acestei armate va contribui cel mai mult la prăbușirea puterii lui 
Chiang"
Japonezii s-au folosit din plin de neînțelegerile dintre chinezi pentru a-și atinge scopurile.
Forțelele filipineze și americane au opus o rezistență puternică în Filipine până pe 8 mai 1942, când peste 80.000 dintre ei s-au predat. În acel moment, generalul Douglas MacArthur, care fusese numit Comandant suprem aliat al Pacificului de sud-vest, își mutase deja cartierul general în Australia. Marina americană, sub comanda amiralului Chester Nimitz, era responsabilă pentru restul Oceanului Pacific.
Între timp, aviația japoneză cucerise superioritatea aeriană în Asia de sud-est și a declanșat atacuri asupra Australiei de nord. Primul astfel de raid aerian a fost atacul disproporționat de mare, devastator, care urmărea în primul rând un efect psihologic, de la Darwin, din 19 februarie, în urma căruia au fost uciși 243 de oameni. Un alt raid al avioanelor de pe portavioanele Marinei Imperiale Japoneze în Oceanul Indian a dus la declanșarea bătăliei Ceylonului și la scufundarea singurului portavion britanic din zonă, HMS Hermes]], a două crucișătoare și a altor vase militare, ceea ce a anihilat practic forța navală engleză din Oceanul Indian și a deschis calea cuceririi de către niponi a Burmei și a drumului către India. Atacurile japoneze asupra continentului american au fost nesemnificative, fiind vorba doar de un atacul unui hidroavion transportat de un submarin efectuat cu bombe incendiare asupra unei păduri din Oregon (9 septembrie 1942) și câteva atacuri cu baloane incendiare lansate de pe teritoriul japonez, purtate spre SUA de curenții aerieni.

## Regruparea Aliaților
La începutul anului 1942, guvernele țărilor mai mici au început să facă eforturi pentru crearea unui Consiliu de război interguvernamental Asia-Pacific cu sediul la Washington D.C.. A fost înființat un astfel de consiliu cu sediul la Londra, cu o secțiune anexă în Washington. Cu toate acestea, puterile mici au continuat să facă eforturi pentru un consiliu cu cartierul general în SUA. Consiliul de Război al Pacificului a fost format în Washington pe 1 aprilie 1942, avându-i ca membri pe Franklin Delano Roosevelt, consilierul său principal Harry Hopkins și reprezentanți din Regatul Unit, Republica China, Australia, Olanda, Noua Zeelandă și Canada. Au fost admiși mai târziu și reprezentanții din India și Filipine. Consiliul nu a avut niciodată un control operațional direct, iar toate deciziile militare au fost luate de către Statul Major Combinat, care avea de asemenea sediul în Washington.
Rezistența Aliată, la început simbolică, s-a întărit în mod constant în timp. Forțele australiene și olandeze au antrenat populația civilă într-un război de guerilă prelungit în Timorul Portughez. Raidul Doolittle a produs pagube minime în Japonia, dar a produs o uriașă creștere a moralului Aliaților, în special a americanilor, și a produs repercusiuni printre conducătorii militari niponi, deoarece ei juraseră să apere Împăratul Japoniei și patria, dar nu au fost capabili să intercepteze, doboare sau distrugă nici măcar un singur bombardier  Arhivat în 20 februarie 2008, la Wayback Machine..

### Luptele din Marea de Coral și de la Midway—punctul de cotitură a Războiului din Pacific

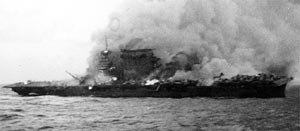
Portavionul american Lexington incendiat în timpul bătăliei din marea de Coral.

Până la mijlocul anului 1942, Flota combinată japoneză a ajuns să controleze o zonă uriașa, chiar dacă era lipsită de aportul portavioanelor, avioanelor și echipajelor aeriene, dar și a  de apărare a flotei, dar și cargoboturilor, tancurilor petroliere și distrugătoarelor necesare pentru susținerea ei. Mai mult, doctrina Flotei era nepotrivită să execute propusa ‚barieră” defensivă În loc de aceasta, japonezii au decis să execute două atacuri adiționale, atât în sud, cât și în centrul Pacificului. În vreme ce Yamamoto s-a folosit de elementrul surpriză la Pearl Harbor, contraspionajul aliat a reușit să spargă codurile japoneze și condițiile s-au schimbat în defavoarea niponilor. Contraspionajul aliat a descoperit pregătirea atacului împotriva Port Moresby, Noua Guinee, care era iminent. Dacă Port Moresby ar fi căzut, japonezii ar fi avut controlul mărilor din nordul imediat al Australiei. Amiralul Nimitz a deplasat în grabă portavionul USS Yorktown și o forță de răspuns australiană, cu ordinul de a opri înaintarea japonezilor. A urmat Bătălia din Marea Coralilor, prima bătălie în care vapoarele implicate nu s-au văzut, iar avioanele îmbarcate au fost singurele folosite pentru atacarea forțelor beligerante. Deși Lexington a fost scufundat iar Yorktown a fost serios deteriorat, japonezii au pierdut portavionul Shōhō, portavionul Shōkaku a fost grav avariat, iar echipajele aeriene ale portavionului Zuikaku au fost distruse. Ambele portavioane au lipsit de altfel în operațiunile de la Midway  din luna următoare. Forța de invazie de la Port Moresby a trebuit să se întoarcă. Deși pierderile din lupta din Marea de Coral au fost aproximativ egale, atacul japonez asupra Port Moresby a fost respins, iar forțele de invazie au făcut stânga împrejur, Aliații considerând că au obținut o victorie strategică.
Principalul obiectiv al lui Yamamoto era distrugerea portavioanelor americane și el a plănuit atragerea lor într-o bătălie decisivă. După bătălia din Marea de Coral, amiralul japonez dispunea de patru portavioane operaționale de primă mărime –  Sōryū, Kaga, Akagi și Hiryū – și credea că adversarul său, amiralul Nimitz mai putea dispune doar de două – Enterprise și poate Hornet. USS Saratoga era scos din luptă după un atac nipon reușit cu torpile, iar Yorktown era în marș după trei zile de reparații ale pistei de decolare, având încă echipele civile de muncitori la bord.
Yamamoto a plănuit să momească portavionele de sub comanda lui Nimitz într-o bătălie, împărțindu-și flota în două pentru obținerea unui avantaj operațional. O forță japoneză mai mare a fost trimisă spre nord spre Insulele Aleutine de lângă Alaska, pe care trebuia să le cucerească. Următoarea etapă a planului lui Yamamoto era cucerirea Atolului Midway, pe care l-ar fi transformat mai apoi într-o uriașă bază aeriană niponă. Dacă ar fi reușit în planul lui, Yamamoto ar fi cucerit controlul asupra Pacificului central și ar fi avut o șansă în plus să distrugă flota de portavioane americane care mai era încă operațională. În mai însă, decriptorii americanii au reușit să decodifice transmisiunile japoneze și au aflat că Midway era ținta principală. Nagumo se afla din nou la comanda tactică, dar acum era concentrat pe invazia de la Midway. Planul lui Yamamoto nu prevedea și posibilitatea ca Nimitz să acționeze mai înainte de atacul nipon. O supraveghere aeriană a flotei americane făcute cu hidroavioane cu rază lungă de acțiune nu a mai fost considerată necesară, (ca urmare a unei încercări eșuate din martie), astfel încât portavioanele americane au fost capabile să ducă la bun sfârșit o manevră de ocolire prin flanc și să se apropie de flota japoneză fără să fie detectate. Japonezii aveau 272 de avioane operaționale pe patru portavioane, în vreme ce americanii dispuneau de 233 de avioane îmbarcate și 115 care acționau de pe aeroporturi terestre. 

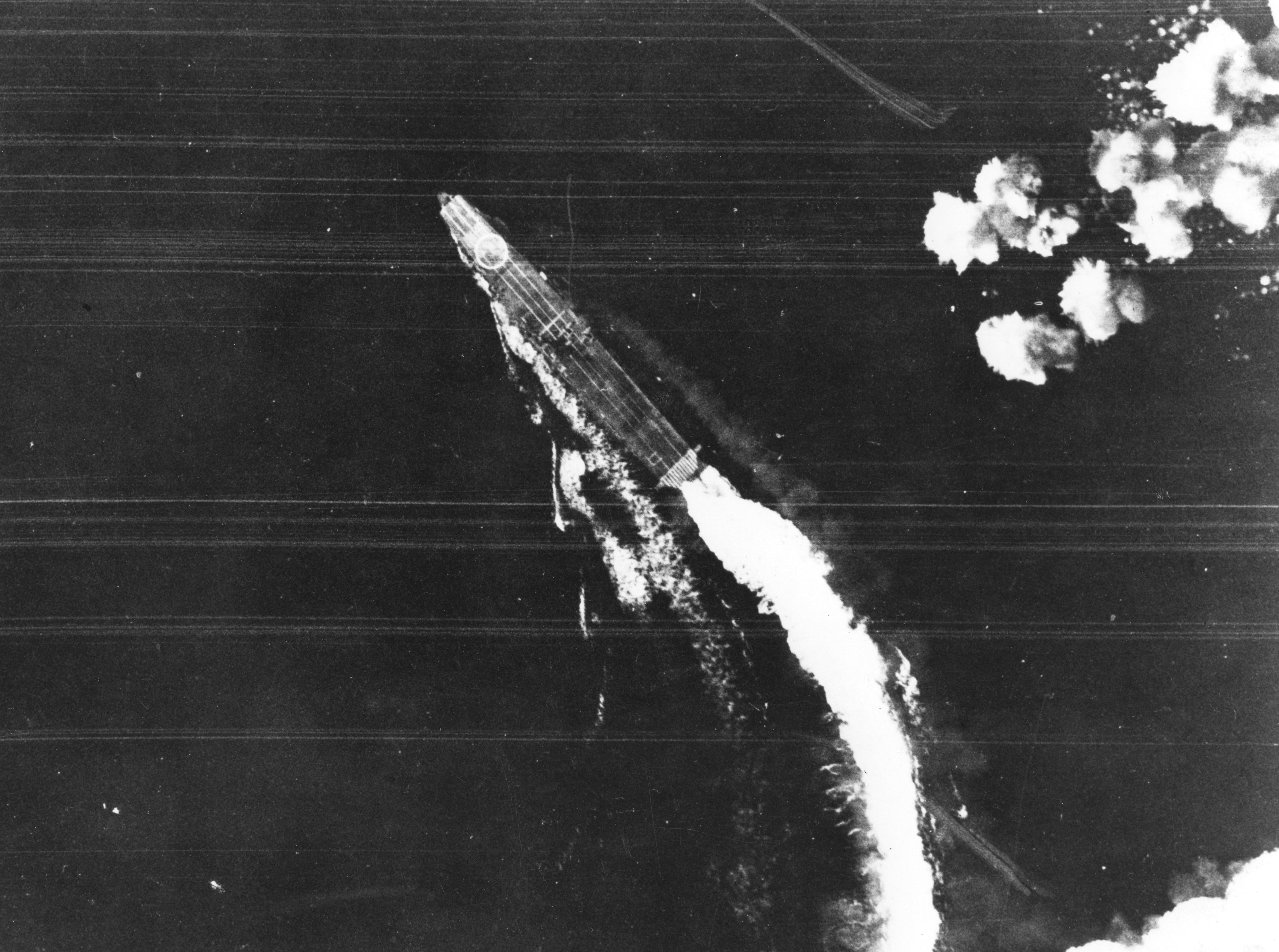
Portavionul japonez Hiryū atacat de bombardierele grele B-17

După cum anticipaseră comandanții americani, flota japoneză a ajuns la Midway pe 4 iunie și a fost detectată de o patrulă aeriană americană  Arhivat în 13 aprilie 2010, la Biblioteca Congresului. În timp ce japonezii își lansau avioanele împotriva insulei, avioanele americane decolau de pe portavioane, îndreptându-se spre portavioanele lui Nagumo. La început, atacul american a fost prost coordonat, încet și ineficient. Avioanele americane nu au reușit nicio lovitură în plin, iar jumate dintre ele au fost doborâte. La ora 9:20, când cel 15 avioanele torpiloare americane TDB decolate de pe Hornet au atacat, avioanele japoneze de vânătoare Zero le-au doborât pe toate. Avioanele decolate de pe Enterprise și-au lansat torpilele la  apă fără succes, 14 dintre ele fiind doborâte de japonezi. Portavioanele americane își lansaseră avioanele fără a-și coordona bombardierele cu avioanele de escortă, astfel încât bombardierele au ajuns primele în zona de atac, atrăgând avioanele de vânătoare japoneze. Când a sosit ultimul val de avioane americane de atac, Zerourile japoneze nu au mai putut să-și apere portavioanele de bombardamentul de la mare înălțime. În plus, cele patru portavioane japoneze nu se mai aflau în formație, reducând concentrarea focului antiaerian. Nagumo a ezitat îndelung în lansarea avioanelor sale de luptă, prin una dintre cele mai criticate decizii ale sale el ordonând de două ori schimbarea muniției avioanelor îmbarcate, de la cea necesară atacului navelor la cea necesară atacurilor țintelor terestre. Astfel, japonezii au pierdut timp prețios și în plus, în toată această perioadă, punțile de decolare erau pline de avioane gata de decolare, furtunuri pentru alimentarea cu combustibil și muniție. Dispozițiile lui Yamamoto, care-l privaseră pe Nagumo de avioanele de recunoaștere a contribuit din plin la reușita atacurilor americanilor
Când bombardierele de mare înălțime de pe Enterprise și Yorktown au apărut la o altitudine de 3.000 m, Zerourile japoneze de pe portavione nu au reușit sa decoleze mai înainte ca bombele să cadă asupra punților de decolare. Bombardierele americane au reușit mai multe lovituri în plin. Sōryū, Kaga și Akagi au fost incendiate. Hiryū a scăpat de acest atac și a lansat propriul val de avioane împotriva portavioanelor americane, provocând distrugeri mari pe Yorktown, vas care avea să fie scufundat mai apoi de un submarin nipon. Un al doilea atac al bombardierelor îmbarcate americane lansat după câteva ore, au detectat Hiryū și l-au scufundat. Yamamoto avea patru portavioane de rezervă și o forță navală de suprafață, dar viteza lor de deplasare era scăzută și ele nu au fost folosite în luptă. Uriașa superioritate japoneză în materie de artilerie navală s-a dovedit nefolositoare, deoarece americanii dețineau superioritatea aeriană și au putut interzice orice angajare în luptă a marilor vase de suprafață.) Ordinele eronate ale lui Yamamoto au făcut ca orice încercare de atac asupra Midwayului după lăsarea întunericului să fie imposibilă. Bătălia de la Midway a fost o victorie decisivă pentru Marina SUA și totodată punctul de recul al expansionismului japonez în Pacific.

### Noua Guinee și Insulele Solomon
Forțele terestre japoneze au continuat să avanseze în Insulele Solomon și în Noua Guinee. Din iulie 1942, câteva batalioane ale milițiilor australiene (de rezervă), cu mulți luptători foarte tineri și fără o pregătire corespunzătoare, au dus lupte de ariergardă crâncene în Noua Guinee împotriva japonezilor care înaintau pe drumul Kokoda spre Port Moresby. Milițiile, grav afectată de pierderile umane, au fost înlocuite la sfârșitul lui august de trupele regulate din Armata a II-a imperială australiană, care se întorsese din Orientul Mijlociu.

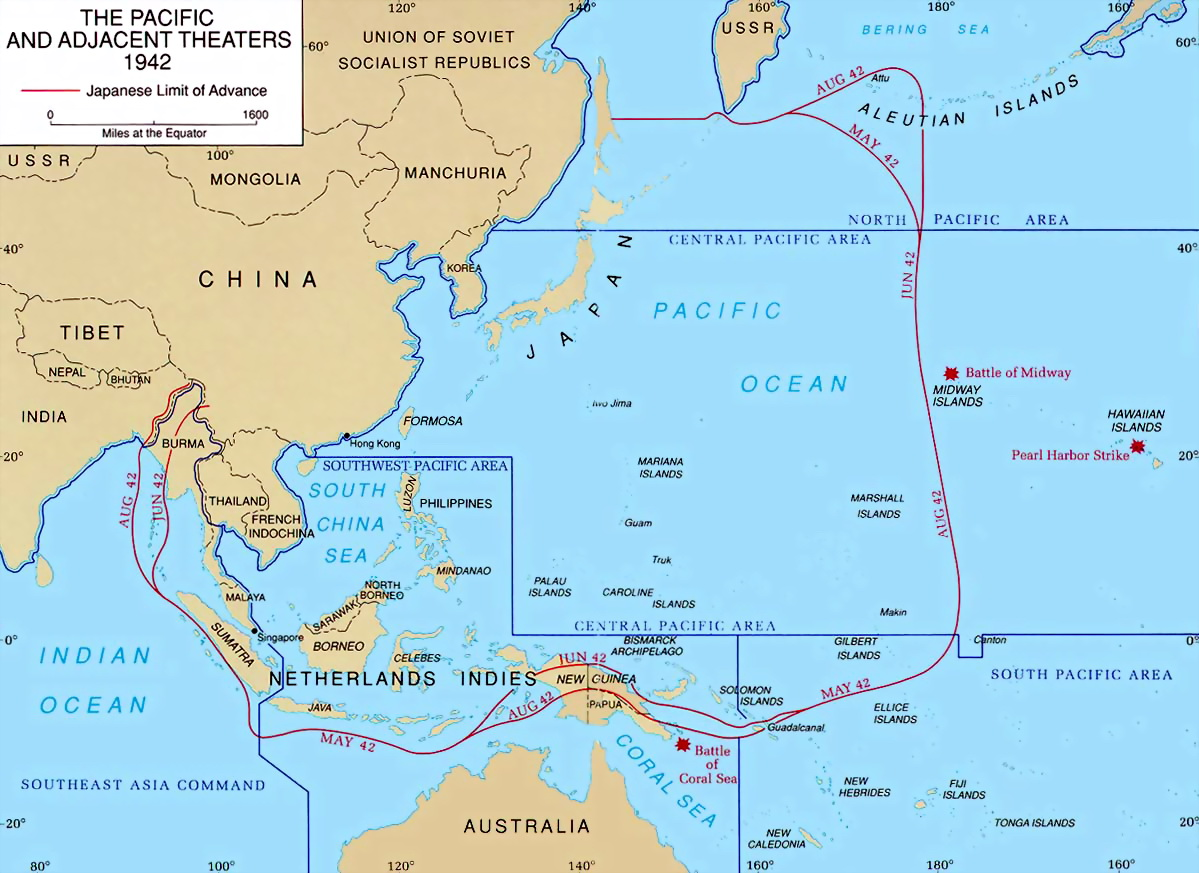
Teatrul din Pacific, august 1942.

La începutul lunii septembrie 1942, „Forțele speciale navale japoneze de debarcare” (numite impropriu și „pușcașii marini japonezi”) au atacat baza strategică a Royal Australian Air Force din Golful Milne, din extremul est al Noii Guineea. Armata australiană și un număr de subunități americane au contraatacat, ducând la prima înfrângere de proporții a forțelor terestre japoneze din 1939.

#### Guadalcanal
În același timp cu bătăliile importante din Noua Guinee, forțele aliate au atacat aerodrumurile militare japoneze aflate în constructie în Guadalcanal. Aliații au executat o debarcare amfibie în august pentru a distruge aeroporturile japoneze și pentru a stopa înaintarea niponilor. Ca urmate, Guadalcanalul a fost ocupat de ambele tabere aflate în conflict. În următoarele șase luni, ambele tabere s-au implicat într-un conflict de uzură de o amploare în creștere continuă, atât în insulă, cât și pe mare și în spațiul aerian, în cele din urmă Aliații obținând victoria în februarie 1943. Această camanie a dus pagube mari japonezilor. Majoritatea avioanelor japoneze din întreg Pacificul de sud au fost mobilizate pentru apărarea Guadalcanalului. Avioanele americane care operau de pe aeroportul Henderson Field, care au devenit cunoscute cu numel „Cactus Air Force” (de la numele de cod al insulei), au dat o replică eficentă. Forțele japoneze au lansat o serie de atacuri post planificate și coordonate asupra pozițiilor americane care apărau aeroportul Henderson, dar au suferit pierderi importante în timpul luptelor și pierderi cel puțin la fel de mari în timpul retragerilor, datorită lipsei de alimente și medicamente. Ofensivele au fost sprijinite de o serie de convoaie de aprovizionare maritime prost gândite (numite „Tokyo Express” de către americani), interceptate deseori de navele militare americane. Japonezii au pierdut în aceste lupte o serie de distrugătoare pe care nu le-a mai putut înlocui până la sfârșitul războiului. Trupele japoneze au numit Guadalcanalul „Insula Morții”. Supraviețutorii japonezi au fost evacuați de un convoi „Tokyo Express”, iar asaltul final american a fost dat împotriva unor poziții pustii.

### Înaintarea aliată în Noua Guinee și în Insulele Solomon
La sfârșitul anului 1942, japonezii se retrăgeau de-a lungul drumului Kokoda în regiunile muntoase din Noua Guinee. Contraofensivele americano-australiene au culminat cu capturarea capului de pod japonez din răsăritul Noii Guinee de la începutul anului 1943.
În iunie 1943, Aliații au lansat Operațiunea Cartwheel, care a definit strategia lor ofensivă în Pacificul de sud. Operațiunea avea ca obiectiv izolarea importantei baze japoneze de la Rabaul și tăierea liniilor de aprovizionare și comunicație ale inamicului. Succesul acestei operațiuni a pregătit calea pentru declanșarea campaniei trupelor de sub comanda amiralului Nimitz de înaintare spre Japonia prin cucerirea insulelor din aproape în  aproape.

## Situația din China și Asia de sud-est
Forțele Commonwealthului contraatacau în Burma, dar înregistrau succese limitate.
În august 1943, Aliații occidentali au format un nou Comandament al Asiei de Sud-Est (SEAC) pentru a prelua responsabilitatea luptelor din Burma și India de la Comandamentul Indiei Britanice. În octombrie 1943, Winston Churchill l-a numit pe amiralul Louis Mountbatten în funcția de Comandant suprem al SEAC. 
Pe 22 noiembrie 1943, președintel american Franklin D. Roosevelt, premierul britanic Winston Churchill și liderul chinez Chiang Kai-Shek s-au întâlnit la Cairo, Egipt, pentru a discuta stategia de luptă îpotriva Japoniei. Întâlnirea a fost cunoscută sub numele de Conferința de la Cairo și s-a încheiat prin adoptarea Declarației de la Cairo.

## Ofensiva aliată din 1943 – 1944

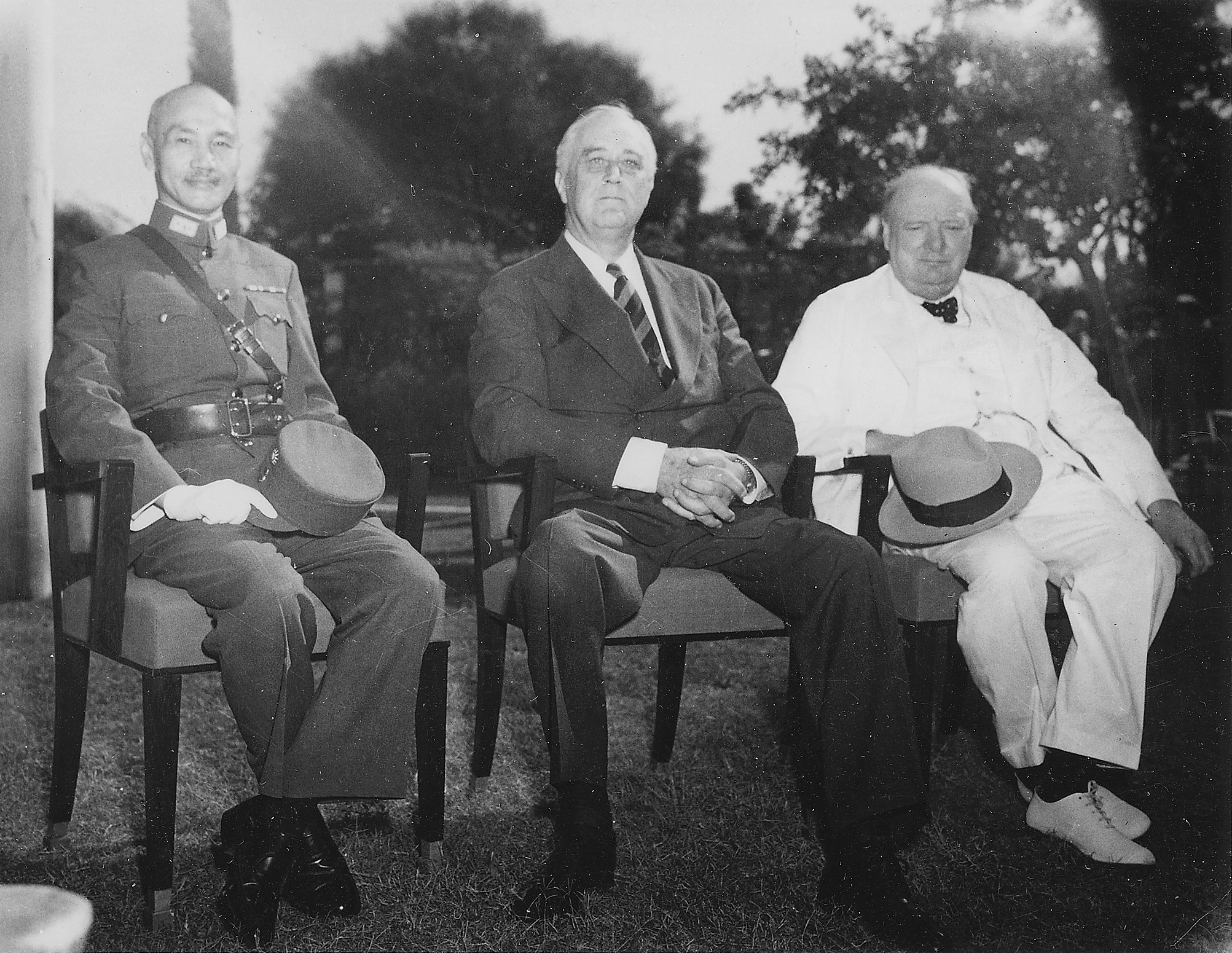
Liderii aliați la conferința de la Cairo: Chiang Kai-shek, Franklin D. Roosevelt și Winston Churchill, 1943.

Midway s-a dovedit a fi cea mai mare bătălie navală timp de doi ani. Statele Unite au avut nevoie de doi ani pentru a transforma uriașa sa putere industrială civilă în industrie militară, care să producă vase și avioane militare, care să fie încadrate cu echipaje bine instruite. În același timp, Japonia, lipsită de o bază industrială sau o strategie tehnologică corespunzătoare, fără un program bun de instruire a echipajelor de avioane și cu resurse navale în continuă restrângere, (atât militare cât și comerciale), a fost depășită treptat de avântul industrial-militar al Aliaților. Din punct de vedere strategic, Aliații au pornit o campanie neîntreruptă de cuceriri a insulelor din Pacific, din aproape în aproape. Unele dintre bazele militare japoneze nu au fost cucerite, așa cum a fost cazul celor din Truk, Rabaul sau Formosa, ci au fost supuse unor bombardamente aeriene intense și au fost pur și simplu ocolite. Scopul ofensivei aliate era aporpierea principalelor forțe de atac de principalele insule japoneze, după care ar fi urmat lansarea de valuri de bombardamente aeriene și o blocadă navală și la final, și numai dacă mai era cazul, lansarea unei debarcări.
În noiembrie 1943, infanteria marină americană a avut pierderi grele când au atacat garnizoana de 4.500 de japonezi din Tarawa. Învățăturile trase după această victorie greu plătită au fost folosite pentru îmbunătățirea tehnicilor debarcărilor aliate. Astfel, a crescut rolul bombardamentelor aeriene și navale preventive și planificarea operațiunilor s-a făcut mult mai atent, ținându-se seama de succesiunea mareelor, și a crescut gradul de coordonare și interoperativitate a trupelor.
Marina SUA nu a căutat să se implice într-o luptă decisivă cu Marina Imperială, așa cum sugera doctrina Mahanian, și cum de altfel sperau și niponii. Înaintarea aliată nu putea fi oprită decât printr-un atac masiv al marinei nipone, care însă condamnată să rămână la țărm din cauza lipsei de combustibil.

### Războiul submarin
Submarinele americane, ajutate de un număr de submersibile britanice și olandeze, operau din bazele din Australia, Hawaii și Ceylon, au jucat un rol de primă mărime în lupta pentru înfrângerea Japoniei, chiar dacă submarinele formau doar o mică parte a flotei militare americane. Submarinele au sufocat Japonia, atacând în continuu flota comercială a inamicului, scufundând transporturile de trupe și întrerupând practic orice transport de petrol. În 1945, rezervele de petrol ale Japoniei erau aproape de zero. Japonezii sperau că au reușit să scufunde 468 submarine americane. De fapt, au fost scufundate doar 42, alte câteva fiind scufundate accidental. În plus, submarinele au participat la acțiunile de căutare-salvare a aviatorilor a căror avioane se prăbușiseră în ocean.
Submarinele americane au provocat scufundarea a 56% dintre vasele comerciale japoneze distruse în timpul războiului. Restul de 44% au fost lovite de bombardiere sau de mine. Submariniștii americani au pretins de asemenea că au scufundat 28% din totalul vaselor de război nipone. De asemenea, submarinele au jucat un rol important în efectuarea misiunilor de recunoaștere în bătăliile din Marea Filipinelor, de la Midway sau din Golful Layete. Submarinele au patrulat în largul bazelor navale aliate, pentru asigurarea secutității porturilor.
După numai câteva ore de la Atacul de la Pearl Harbor, Roosevelt a ordonat declanșarea unui război submarin fără restricții împotriva Japoniei. Aceasta însemna că submarinele americane erau autorizate să atace fără avertisment orice fel de vas al Axei: comercial, de pasageri sau militar și nu erau obligați să salveze supraviețuitorii.

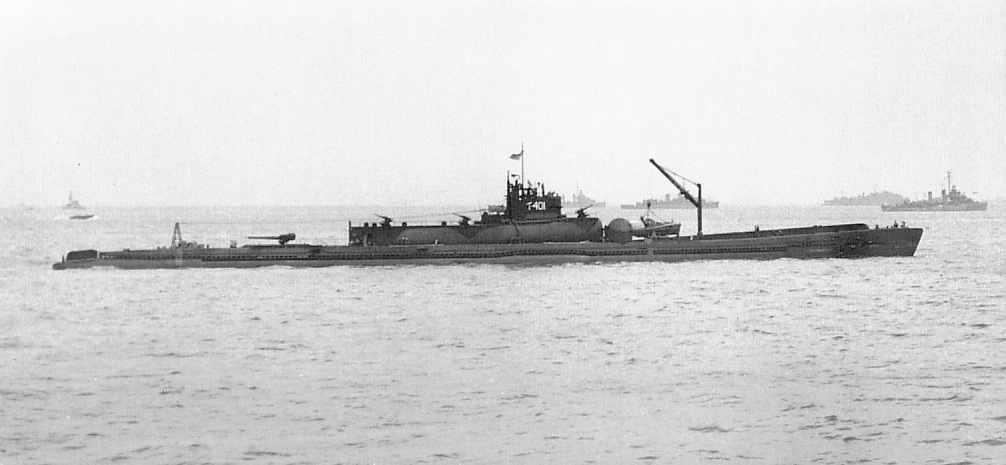
Submarinul japonez din clasa Sen Toku I-400 a fost cel mai mare submersibil fără propulsie nucleară construit vreodată.

Deși japonezii dispuneau de un mare număr de submarine, ele nu au avut o contribuție importantă la desfășurarea luptelor. În 1942, submarinele japoneaze au scufundat sau avariat mai multe vase militare aliate. Doctrina navală japoneză, ca de altfel și cea americană interbelică, stipula că o campanie navală este încheiată cu succes în principal datorită acțiunilor de luptă a flotei de suprafață, nu de raidurile împotriva vaselor comerciale. Astfel, în timp ce americanii aveau linii de aprovizionare extrem de lungi între coasta pacifică și zonele de luptă, fiind astfel foarte vulnerabile la atacurile submarinelor, submersibilele japoneze au fost folosite în principal pentru misiunile de recunoaștere și doar ocazional în atacuri împotriva vaselor de aprovizionare. Japonezii au lansat o ofesivă submarină cu rezultate modeste împotriva Australiei în 1942 -1943. Când soarta războiului a început să se întoarcă împotriva Japoniei, submarinele nipone au început să fie folosite pentru aprovizionarea garnizoanelor izolate de înaintarea aliată, așa cum au fost Truk și Rabaul. În plus, Japonia a respectat tratatul de neutralitate cu Uniunea Sovietică și a ignorat vasele comerciale americane care transportau milioane de tone de mărfuri militare din San Francisco la Vladivostok.

## Contraofensiva japoneză din China, 1944
La mijlocul anului 1944, japonezii au declanșat o invazie masivă în China sub numele de cod Operațiunea Ichigo. Aceste atacuri, cele mai mari după o perioadă de acalmie, au dus pierderea de noi teritorii de către chinezi, până când aceștia din urmă au reușit să-i oprească pe niponi în porvincia Guangxi.

### Eliberearea insulei Borneo

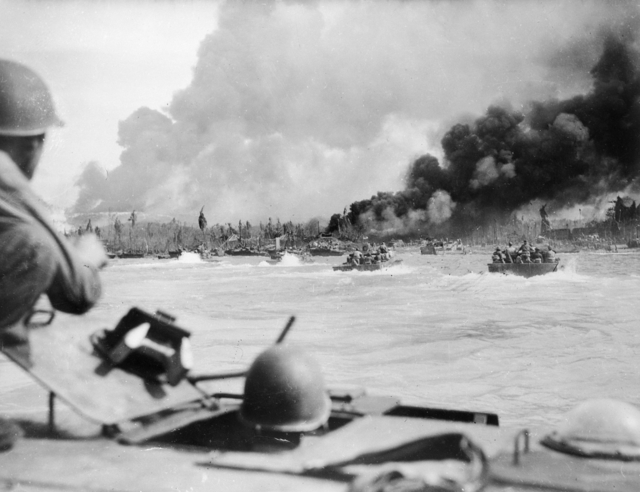
O ambarcațiune de desant americană debarcă soldați australieni la Balikpapan, 7 iulie 1945

Campania din Borneo din 1945 a fost ultima campanie importantă din zona de sud est a Pacificului. Într-o serie de asalturi amfibii, între 1 mai și 21 iulie, Corpul I australian condus de generalul Leslie Morshead a atacat forțele Imperiului Japonez care ocupau insula. Forțele navale aliate și cele aeriene, în principal Flota a șaptea a SUA condusă de amiralul Thomas Kinkaid, și Forța a 13-a aeriană a SUA au jucat un rol important în campanie.
Campania s-a deschis cu o debarcare pe mica insulă Tarakan pe 1 mai. A urmat asalturile simultane din nord est pe insula Labuan pe 1 iunie și pe coasta Bruneiului. După o săptămână, australienii au atacat pozițiile japoneze din Borneo de Nord. A urmat asaltul amfibiu din 1 iulie de la Balikpapan.
Deși campania a fost puternic criticată în acele vremuri în Australia, ca și în anii care au urmat, fiind considerată fără rost și aducătoare de pierderi nenecesare de soldați, a atins un număr de obiective: contribuind la izolarea forțelor japoneze de ocupație din Indiile orientale olandeze, a cucerit cele mai importante zone petroliere, a eliberat un mare număr de prizonieri de război aliați, care trăiau în condiții foarte grele în lagărele nipone.

### Debarcările în insule japoneze

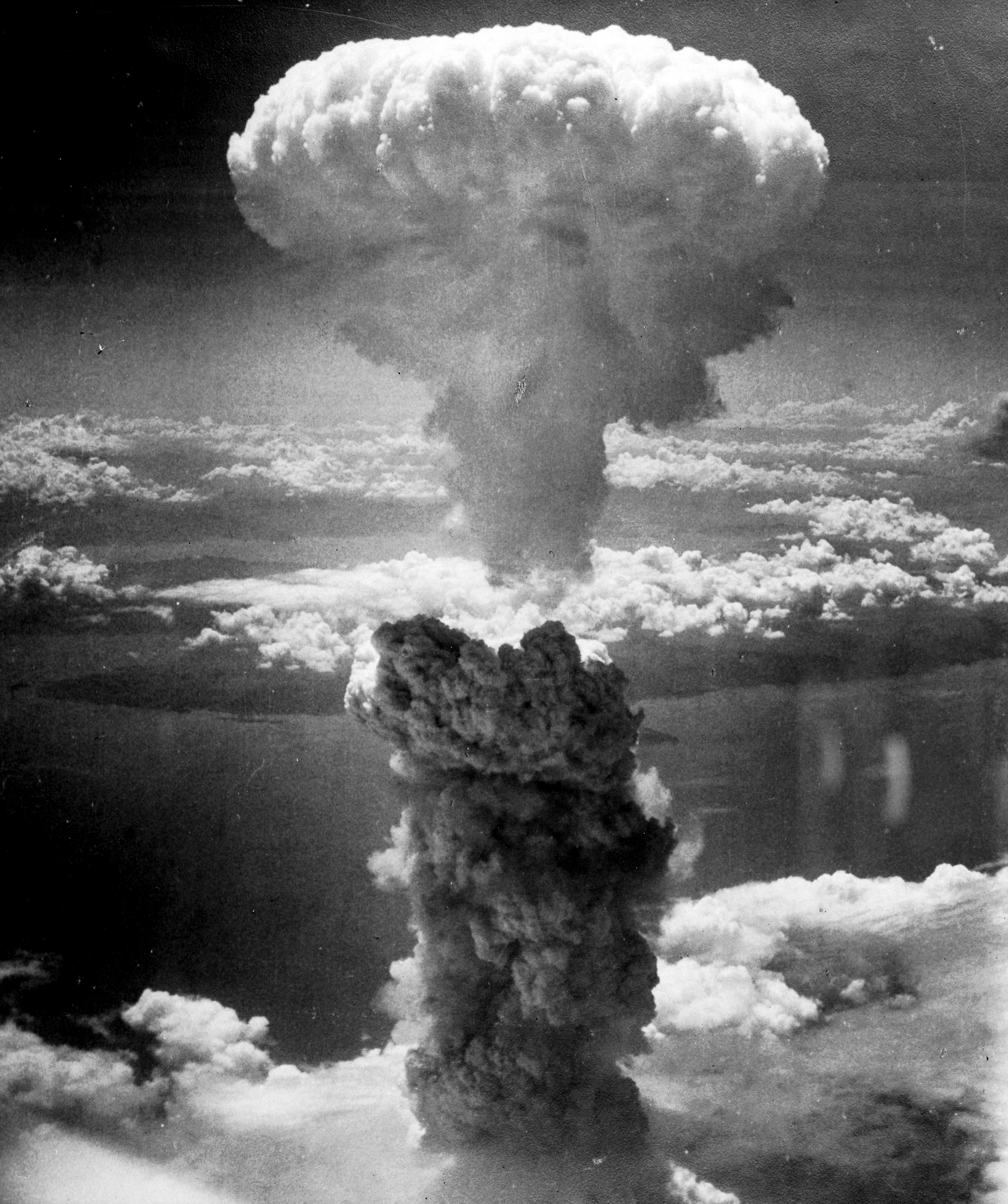
Ciuperca atomică deasupra orașului Nagasaki, care s-a ridicat la 18 km, în dimineața zilei de 9 august 1945.

Luptele foarte grele din insulele Arhipelagului Japonez din Iwo Jima, Okinawa și alte câteva, au dus la pierderi uriașe de vieți omenești în ambele tabere și a dus la retragerile treptate nipone. În fața pierderilor foarte mari din rândurile piloților experimentați, liderii militari niponi au înmulțit misiunile sinucigașe ale kamikaze lor într-o încercare de a provoca pierderi inacceptabile pentru Aliați. Marina SUA a propus să se forțeze capitularea Japoniei printr-o blocadă navală totală și prin raiduri aeriene devastatoare neîntrerupte.
Spre sfârșitul războiului rolul bombardamentelor strategice a devenit mult mai important. A fost creată o nouă comenduire a forțelor aeriene SUA din Pacific pentru a superviza bombardamentele din regiune. Producția industrială japoneză s-a prăbușit la mai puțin de jumătate, iar zonele construite din 64 de orașe au fost distruse de bomabardamentele cu bombe incendiare lansate de escadrilele de avioane B-29. Doar între 9 și 10 martie 1945 peste 100.000 de oameni au fost uciși într-un uriaș incendiu cauzat de bombardamentul asupra orașului Tokyo. De asemenea, râurile navigabile japoneze au fost minate cu ajutorul avioanelor, cu scopul clar al dezorganizării transportului pe apă a puținelor resurse de care mai dispunea țara.

### Bombardamentele nucleare și invazia sovietică
În august 1945, americanii au aruncat două arme nucleare asupra orașelor Hiroșima și Nagasaki. Peste 200.000 de oameni au murit ca rezultat direct al acestor două bombardamente. Oportunitatea acestor bombardamente a fost îndelung dezbătută, susținătorii atacurilor nucleare afirmând că astfel a fost evitată o invazie amfibie extreme de costisitoare pentru aliați, atât în vieți omenești cât și în materiale.

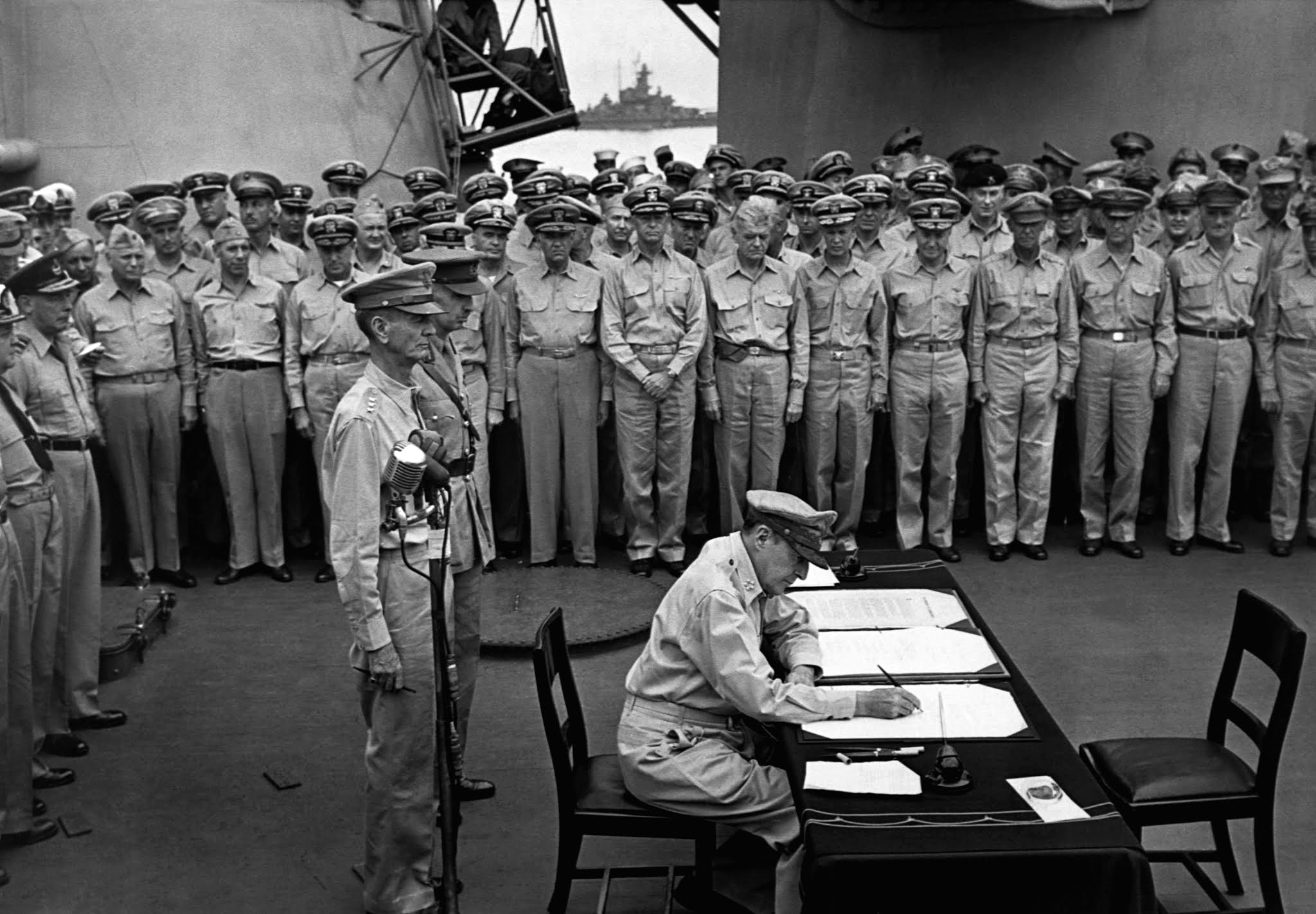
Douglas MacArthur semnează actele capitulării Japoniei la bordul vasului USS Missouri, 2 septembrie 1945.

Pe 3 februarie 1945, Stalin a căzut de acord cu Roosevelt ca URSS să intre în luptă pe teatrul din Pacific. Stalin a promis ca, la 90 de zile după încheierea luptelor din Europa, Armata Roșie să atace forțele japoneze din Asia. Exact așa cum a promis liderul sovietic, pe 9 august a fost lansată Operațiunea Furtună de August. A fost declanșată o bătălie în care au fost implicați peste un milion de soldați sovietici transferați de pe frontul european și aliați ai lor mongoli, fiind atacate forțele nipone (Armata din Kwantung ) din Manciuria.
În Japonia, 14 august este considerată ziua în care s-a încheiat războiul din Pacific. De fapt, Armata Imperială Japoneză a capitulat pe 15 august. . Instrumentele capitulării Japoniei au fost semnate pe 2 septembrie 1945 pe cuirasatul USS Missouri în Golful Tokyo. Capitularea a fost acceptată de generalul Douglas MacArthur și de reprezentanți ai tuturor națiunilor aliate, din partea delegației japoneze conduse de Mamoru Shigemitsu și Yoshijiro Umezu.
O ceremonie separată de semnare a capitulării Japoniei din China a fost ținută în Nanking pe 3 septembrie 1945.
După aceste evenimete, generalul MacArthur a fost numit guvernator militar al Japoniei. Această perioadă este cunoscută în istoria japoneză ca „ocupația”.